# みちのく銀行
株式会社みちのく銀行（みちのくぎんこう、英: The Michinoku Bank, Ltd.）は、青森県青森市勝田に本店を置いていたプロクレアホールディングス傘下の地方銀行。2025年1月1日付で青森銀行と合併し、青森みちのく銀行となった。

## 概要
1976年（昭和51年）10月、青和銀行が存続行となり弘前相互銀行を合併、みちのく銀行に名称変更して現在に至る。初めて（第一）地方銀行と相互銀行（後の第二地方銀行）が合併して誕生した銀行であり、また初のひらがな表記の銀行でもある。「みちのく」については当該項目を参照。
企業スローガンは「家庭の銀行 みちのく銀行」。
青森県下では青森銀行に次ぐ規模の金融機関である。県外での店舗網も稠密で、岩手県・秋田県北部、北海道（函館市など道南と札幌市）、宮城県仙台市、東京にも支店やローンプラザを展開している。
公的資金注入行である。

## 経営

### CI
名称の由来
県民の公募から決定した名称であり、斬新でシンプルな表記である「みちのく銀行」を商号とした。当初は、馴染みの薄いひらがな表記の行名であったため、顧客等から違和感も出たとされる。略称は一般的には「みちぎん」が県民ばかりか行員の間でも親しまれているが、ATMコーナーやサービス名など公式には「みちのく」の略称を使用している。これは、日本銀行の略称である「にちぎん」と音が似ていることが一因とされる。
マークの由来
日本を代表するグラフィックデザイナーの亀倉雄策によるシンボルマークが、統合当時より使われている（亀倉は、「NTTのシンボルロゴ・「ダイナミックループ」や、東京オリンピックのポスターデザインを手がけたことで知られる）。「みちのく」の「み」を図案化したものであるが、それだけでなく「青和銀行と弘相銀行」を2つの円で表し、その二つの円を結ぶことによって、「合併して誕生した」意が込められているとされる。

### 経営陣
後述の不祥事によって大道寺小三郎会長や原田和夫頭取の責任問題に発展したばかりか、役員総退陣へと追い込まれたため、栗田貢副頭取（原田の辞職に伴い、頭取代行。旧・青和銀行出身）が、旧・富士銀行時代から人事交流などで親密な関係にあったみずほFGの幹部に接触を図り、同グループからの役員派遣を打診した。そして協議を重ねた結果、会長兼CEOに上杉純雄ユーシーカード社長（旧富士銀行元常務執行役員）が派遣され、一方で、出向組を含む内部起用をみずほ側から打診されたこともあり、頭取（後に代表取締役頭取執行役員）には杉本康雄みちのくカード社長（みちのく銀行元常務）が就任した。

### 経営状況
2020年3月期決算は、大口取引先である社会福祉法人（函館市）の破産等による与信費用の大幅増加や有価証券減損処理費用増加により最終赤字46億円となり赤字転落。一時は地銀ながらロシアに進出するなどの先進的な取り組みで収益を拡大させ県内最大地銀でライバルである青森銀行を脅かす存在であったが、前述の大道寺氏による長年のワンマン経営や採算性・安全性を軽視した事業拡大が仇となり財務内容悪化を招く結果となった。

#### 青森銀行との経営統合
2019年10月には青森銀行との間で業務連携の検討を発表したが、このときは両行ともに経営統合は否定した。しかし、その後2021年5月にはNHKをはじめとした各社の報道で経営統合が報じられると、正式発表ではないとした上で経営統合の検討を事実として認めた。2021年5月14日に青森銀行と共同で発表された内容によると、2022年に共同持ち株会社を設立して両行が子会社となった後に、2024年ごろに両行を合併するとした。こうした背景には当行に対して2009年に注入された公的資金の返済期限が2024年9月であり、期限までに返済できないと国による経営関与が強まるためであることや、新型コロナウイルスによる青森の地域経済への打撃も影響したとしている。
また、第99代内閣総理大臣の菅義偉が言及した「将来的には地銀の数が多すぎる」と再編に意欲を示したことを契機に私的独占の禁止及び公正取引の確保に関する法律（独占禁止法）における事実上の規制緩和となる「地域における一般乗合旅客自動車運送事業及び銀行業に係る基盤的なサービスの提供の維持を図るための私的独占の禁止及び公正取引の確保に関する法律の特例に関する法律」（通称・地域特例法）が2020年に成立・施行したことも経営統合の後押しになった。本来であれば両行における統合後の青森県内における貸し出しシェアは76%と寡占状態になるため、公正取引委員会による審査が長期化する可能性があったが、特例法により、一定の条件下で独占禁止法の適用を除外出来るようになり、特例法適用の初めての事例になった。
両行の合併後は現行の名称である「みちのく」および「青森」は使わない方向で調整が進んでおり、2021年11月に2022年4月1日付で共同で金融持株会社「プロクレアホールディングス」を設立して経営統合することが発表された。
2022年11月11日、プロクレアホールディングスは2025年1月にみちのく銀行と青森銀行の両行を合併し、「青森みちのく銀行」を設立することを発表した。存続会社は青森銀行側となる予定で、みちのく銀行の法人格は消滅する予定である。

## あゆみ

### 発足までの経緯
1970年代当時において相互銀行界中堅上位行であった弘前相互銀行が、地方銀行で下位に位置した青和銀行を救済合併に近い形で合併し発足しているが、存続行は青和銀行となっている。これは当時の大蔵省が、合併によって弘前相互銀行を存続行とすることを認めなかったためである。
後に、類似する地銀協加盟行と第二地銀協加盟行による合併のケースにおいても、近畿大阪銀行のような事実上逆さ合併となったケースを含め、地銀協加盟行側が存続行となっていることが多い。

### 沿革
- 1894年（明治27年）8月 - 青森商業銀行（青森商銀）が発足。
- 1899年（明治32年）11月 - 青湾貯蓄銀行が発足。
- 1921年（大正10年）7月 - 青森貯蓄銀行（青森貯銀）が発足。同年10月に開業。
- 1924年（大正13年）4月 - 弘前無尽が発足。
- 1942年（昭和17年）8月 - 弘前無尽が津軽無尽(1923年6月発足)を吸収合併。
- 1949年（昭和24年）
  - 1月：青森貯銀が普通銀行化し、青和銀行に移行。
  - 2月：青森商銀が青湾貯蓄銀行を吸収合併。
- 1951年（昭和26年）10月 - 弘前無尽が弘前相互銀行に移行。
- 1958年（昭和33年） - 青和銀行が青森商銀を合併(青森商銀の旧本店は、現在の国道支店)。
- 1972年（昭和47年）7月 - 弘前相互銀行が秋田支店を開設。
- 1973年（昭和48年）7月 - 弘前相互銀行が青南信用組合を吸収合併。
- 1976年（昭和51年）10月1日 - 青和銀行が弘前相互銀行と合併し、みちのく銀行発足（旧青和本店が現・本店営業部、旧弘相本店が現・弘前営業部となる）。
- 1978年（昭和53年）9月 - 本店を、青森市本町から現在地である同市勝田へ移転。旧本店跡地には本町支店が設けられ、2006年11月10日まで営業していた(同年11月13日に国道支店に統合)。
- 1980年（昭和55年）1月 - トムとジェリーのキャラクター使用を開始。
- 1981年（昭和56年） - 国道支店を青森市本町の旧青森商銀本店跡地から同市中央に移転。
- 1987年（昭和62年）12月 - 東京証券取引所第二部に上場。
- 1989年（平成元年）9月 - 東京証券取引所第一部に上場替。
- 1990年（平成2年） - 米国にニューヨーク駐在員事務所開設。
- 1992年（平成4年） - 香港駐在員事務所開設。
- 1994年（平成6年） - みちのくファイナンス香港を設立。
- 1995年（平成7年） - ロシア連邦サハリン州にユジノサハリンスク駐在員事務所開設。
- 1997年（平成9年） - 中華人民共和国に武漢駐在員事務所開設。
- 1998年（平成10年） - シティバンク、エヌ・エイとの業務提携開始（みちのくワールドキャッシュ発行開始）。
- 1999年（平成11年）
  - みちのく銀行（モスクワ）をロシアに設立。
  - ニューヨーク駐在員事務所閉鎖。
- 2000年（平成12年） - 香港駐在員事務所閉鎖（みちのくファイナンス香港に統合）。
- 2001年（平成13年）
  - イーネットとの提携開始。
  - 全国の金融機関としては初めて、二千円紙幣の入出金対応ATMを主要店舗にて設置。
  - ローソンATMとの提携開始。
- 2002年（平成14年）
  - 東北・北海道に本拠を置く金融機関としては初めて、ATMによる数字選択式宝くじの販売を開始。
  - みちのく銀行（モスクワ）、ユジノサハリンスク支店を開設（ユジノサハリンスク駐在員事務所を同支店に事業継承）。
- 2003年（平成15年）
  - みちのく銀行（モスクワ）、ハバロフスク支店を開設。
  - 7月22日 - 肥後銀行、山陰合同銀行との共同勘定系システムであるNEXTSCOPE（Banks'Ware)が稼働。
- 2004年（平成16年） - 中国に上海駐在員事務所を開設。
- 2005年（平成17年） - イーネットとの提携解消。
- 2006年（平成18年）
  - 武漢駐在員事務所閉鎖。
  - みちのくワールドキャッシュの発行停止。
  - ICキャッシュカード・クレジット一体型ICキャッシュカード「Michinoku Card」の発行を開始。
  - 10月10日 - 東京支店を移転し、空中店舗化。
- 2007年（平成19年）
  - 3月12日 - 浦和支店（さいたま市浦和区）を廃止（東京支店へ統合）し、埼玉県内から撤退。
  - 3月12日 - 南大通支店廃止（盛岡支店へ統合）に伴い、東北銀行とATM共同利用を開始。
  - 函館市において北陸銀行・北海道銀行との一部の業務共同化（メール便、現金業務）開始。
  - 筒井支店（青森市）を、同行としては初となる「個人顧客取引専門店」に転換し、リニューアル。
  - 12月：ハバロフスク支店とユジノサハリンスク支店を廃業。
- 2008年（平成20年）
  - 1月：みちのく銀行（モスクワ）をみずほコーポレート銀行へ事業譲渡。
  - みちのくバンクカードの取扱を終了。
- 2009年（平成21年）
  - 6月8日 - 国道支店（旧・青森商銀本店）を青森市中央から同市橋本に新築したみちのく国道ビルへ移転。古川支店所在地とみちのく中央ビル(同市奥野)に所属する事務部門の各一部をみちのく国道ビルに移設。
  - 7月1日 - 八戸支店（旧・弘相八戸支店）を営業部に昇格。
- 2010年（平成22年）
  - 4月5日 - 青い森信用金庫及び北海道銀行とATM共同利用を開始。
  - 6月14日 - 5拠点でキャッシュパスポートの即時発行、それ以外の拠点では申込取次を開始。
- 2011年（平成23年）
  - 3月17日 - 東北地方太平洋沖地震（東日本大震災）によって仙台支店が入居する第3日本オフィスビルが被災したため、青葉通プラザ3Fの仮設店舗へ移転。
  - 4月4日 - 仙台支店を仙台NSビル2Fへ再移転し正式に空中店舗化。カード利便性確保のために北都銀行・荘内銀行とATM共同利用を開始。
  - 4月20日 - 仙台支店にATM再設置。
- 2012年（平成24年）7月1日 - 函館支店（旧・弘相函館支店）を営業部に昇格。
- 2013年（平成25年）
  - 1月21日 - セブン銀行ATMと提携開始（カード入金のみ終日無料）。
  - 2月12日 - 十鉄駅ビル支店（十和田市）を十和田支店に統合。稲生町支店を新設[18]。
- 2014年（平成26年）
  - 2月17日 - 子会社であるMichinoku Preferred Capital Cayman Limitedの清算結了。
  - 2月28日 - 青森市スポーツ会館のネーミングライツを取得。
  - 3月31日 - みちのく歴史人物資料館を閉館。
- 2015年（平成27年）
  - 1月19日 - 秋田支店を廃止して能代支店に統合（営業終了は1月16日）[19][20]。
  - 4月1日 - JA三井リースの連結子会社であるみちのくリースを子会社化[21][22]。
- 2019年（令和元年）
  - 10月1日 - 職業紹介事業の許可取得[23]。
  - 10月28日 - 青森銀行との業務連携検討開始を発表[24]。
- 2020年（令和2年）6月1日 - この日から、西北地区の一部店舗と北海道道南地区の店舗で、11時30分から1時間の窓口の昼休み休業実施[25]。
- 2021年（令和3年）
  - 4月12日 - この日から仙台支店で、11時30分から1時間の窓口の昼休み休業実施[26]。
  - 5月14日 - 青森銀行との経営統合の基本合意を発表[9]。
  - 7月5日 - この日から、板柳支店と平賀支店及び弘前市内の一部店舗で、11時30分から1時間の窓口の昼休み休業実施。
- 2022年（令和4年）
  - 3月30日 - 上場廃止[27]。
  - 4月1日 - プロクレアホールディングス発足。
- 2025年（令和7年）1月1日 - 青森銀行と合併し、「青森みちのく銀行」[注釈 3]を設立[17]。

## 歴代頭取・会長

### 歴代頭取
| 代 | 氏名         | 期間                   | 備考                             |
| -- | ------------ | ---------------------- | -------------------------------- |
| 1  | 唐牛敏世     | 1976年10月 - 1979年2月 |                                  |
| 2  | 葛西清美     | 1979年2月 - 1986年6月  | 青森朝日放送初代社長             |
| 3  | 大道寺小三郎 | 1986年6月 - 1997年6月  |                                  |
| 4  | 増田孝介     | 1997年6月 - 2000年6月  |                                  |
| 5  | 原田和夫     | 2000年6月 - 2005年5月  |                                  |
| 6  | 杉本康雄     | 2005年6月 - 2013年6月  |                                  |
| 7  | 高田邦洋     | 2013年6月 - 2018年6月  |                                  |
| 8  | 藤澤貴之     | 2018年6月 - 2024年12月 | 合併後の青森みちのく銀行初代会長 |

### 歴代会長
| 代 | 氏名         | 期間                      | 備考                                             |
| -- | ------------ | ------------------------- | ------------------------------------------------ |
| 1  | 葛西清美     | 1986年6月 - 1988年6月     |                                                  |
| 2  | 大道寺小三郎 | 1997年6月 - 2005年5月     |                                                  |
| 3  | 上杉純雄     | 2005年6月 - 2010年3月31日 | 元富士銀行常務執行役員。旧ユーシーカード元社長。 |
| 4  | 杉本康雄     | 2013年6月 - 2018年6月     |                                                  |
| 5  | 高田邦洋     | 2018年6月 - 2022年6月     |                                                  |

## 関連会社
- みちのく信用保証株式会社
- みちのくカード株式会社
- みちのくリース株式会社

## 営業政策

### 店舗政策

#### 特徴
支店は青森県を中心に、北海道、秋田県、岩手県、宮城県及び東京都にある。近年は青森県内のほか北海道函館地区にも積極的に進出しており、さらに店舗外ATMの積極展開と稼働時間の延長を図っている。近年、店舗（有人出張所を含む）は整理統合されている。

#### 東京都内の拠点
2006年（平成18年）10月10日には東京都中央区日本橋の同行東京支店が、日本橋蛎殻町の「蛎殻町Fビル」（現在はヒューリック蛎殻町ビルに改称）の2階に移転し、同行としては初の空中店舗化された。
なお、同行東京支店は青森銀行との経営統合にともない、2023年（令和5年）1月23日付で「東京中央支店」に改称されている。

#### 海外拠点
バブル崩壊後、多くの日本の銀行が海外拠点を縮小する中で、海外拠点の拡充に積極的であった。特にカントリーリスクの高いロシアに現地法人（みちのく銀行 （モスクワ））を設置し、モスクワ本店と極東ロシアのユジノサハリンスク支店、ハバロフスク支店の3拠点で、法人・個人向けのフルバンキングサービスを提供するほか、中国での香港現地法人の設置、上海に駐在員事務所を置き進出企業に対するサポートを行うなど、独自の取り組みを行なってきた。
しかし、同行は2006年（平成18年）10月に、同行のロシア法人である「みちのく銀行（モスクワ）」の事業をみずほコーポレート銀行へ営業譲渡すると共に、同行の香港法人である「北日本財務（香港）」を同年度中に解散した。さらに、武漢の駐在員事務所を同年3月いっぱいで閉鎖し、上海に一本化している。

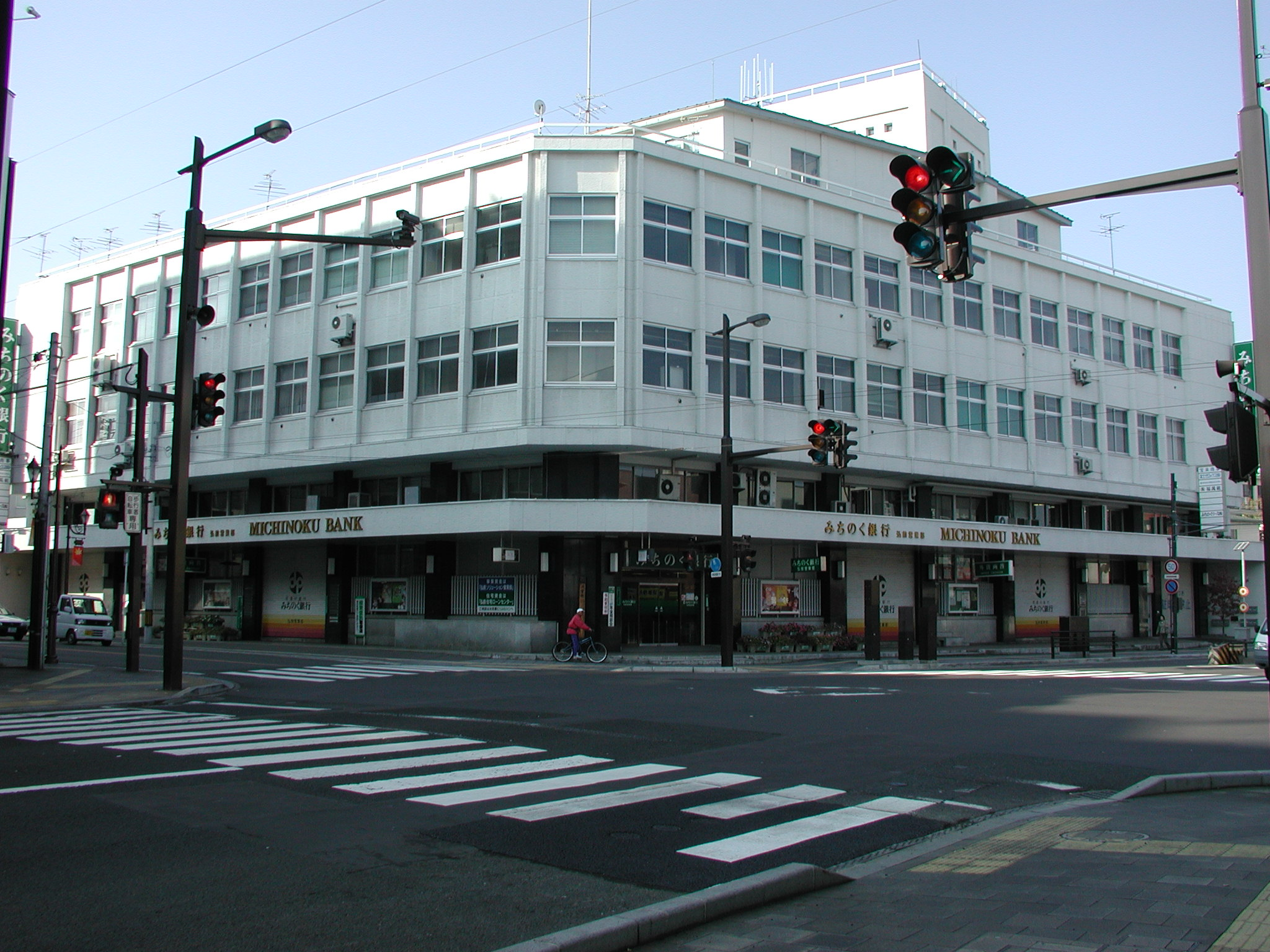
弘前営業部
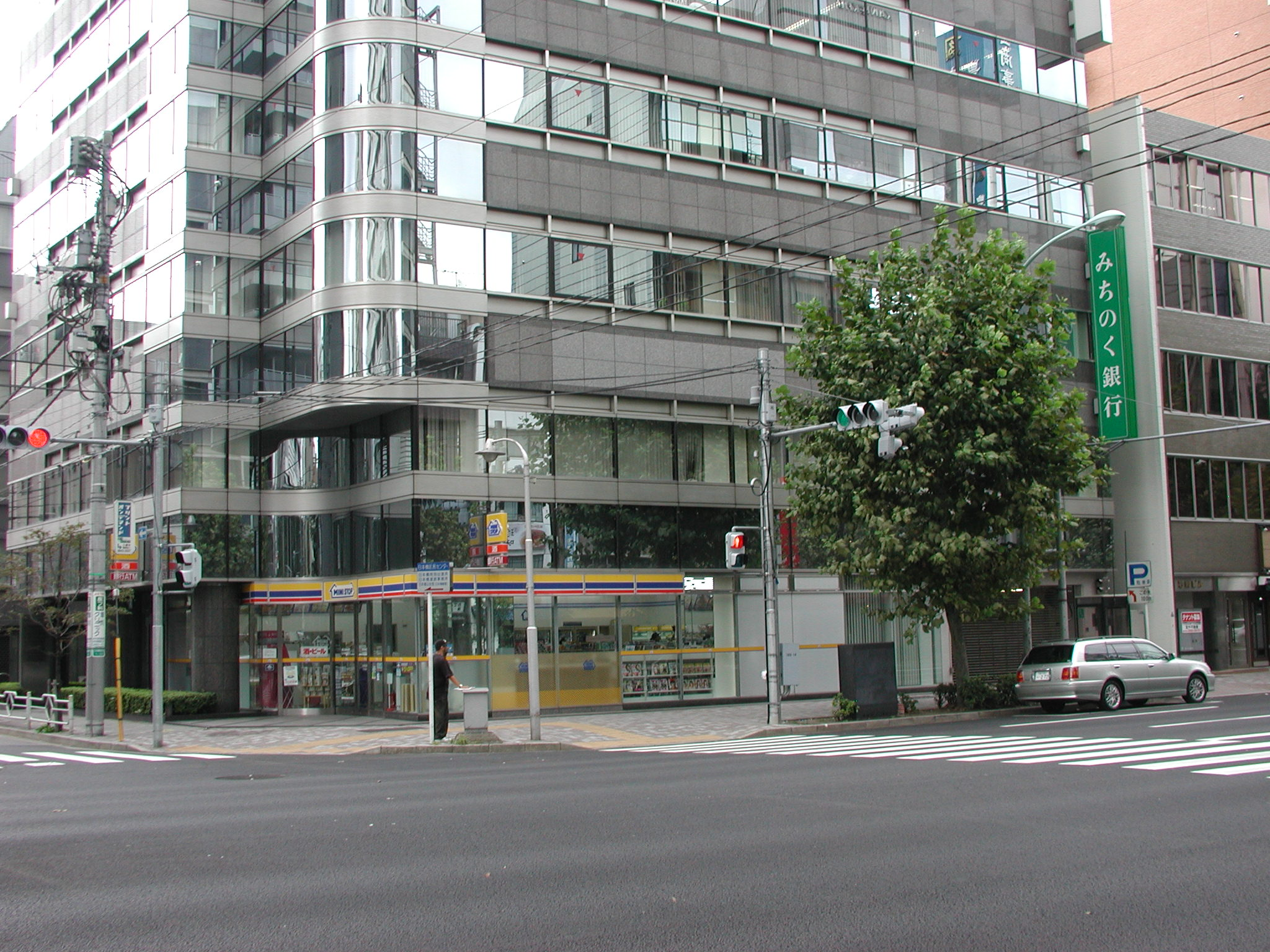
東京支店 （ヒューリック蛎殻町ビル2F）

### キャラクター
発足後2年目から一貫して『トムとジェリー』をキャラクターとして採用している。また、青森放送で1990年代初期に『トムとジェリー』の再放送及び2016年10月から放送されている『トムとジェリー ショー』では、スポンサーも務めた他、2016年11月26日から開催予定のイベント『みんな大好き!!トムとジェリーの愉快な世界展』の冠協賛として参加している。
2002年サッカーワールドカップの開催地誘致に際し、ペレを誘致アドバイザーとしてCMに起用した。しかし、何をアドバイスするのかは全く通知されず、またスタジアム計画やインフラ整備計画の不明などから、青森県自体が試合開催地から最終選考で真っ先に除外された。

### 地方公共団体取引
青森銀行が県内地方公共団体との取引を圧倒している中、みちのく銀行は北海道拓殖銀行（拓銀）破綻に伴う函館市の指定金融機関の選定に際し、積極的に函館市幹部にアプローチを試み、横並び意識の特に強い道内の金融機関に大きな危機意識をもたらした。
県内では西目屋村、中泊町、七戸町、横浜町、六ヶ所村、新郷村が指定金融機関としている（2009年（平成21年）10月1日時点）。

### 自動機サービス
コンビニATM・提携ATM
みちのく銀はコンビニATMのローソンATMと提携しており、手数料は2012年（平成24年）1月9日までは通常のATMと同じ料金に設定されていた。このため、青森県内のローソンでATMを設置している店舗にはみちのく銀行の看板が掲げられている。また、ローソンATMの函館地区の管理は北海道銀行ではなく、進出に先行していたみちのく銀であることも特筆すべき特徴の一つとされる。また、個人・法人カードで北海道銀行、東北銀行、北都銀行、荘内銀行と、個人カードで青い森信用金庫とATM共同利用（相互無料開放）を実施している。
青森銀行との店舗外ATM共同利用化
みちのく銀と青森銀行とは、これまで双方はライバル的存在であり、店舗外コーナーのATMに関しても共同設置はされなかった。しかし、ゆうちょ銀行の発足によって競争が激化していることなどから、店舗外ATMの維持管理などの経費を削減する目的で、2008年（平成20年）5月12日に個々に設置していた店舗外ATMのうち、主に官公庁や病院などにあるATMについて各行6カ所ずつ共同ATMに置き換え、幹事行以外のATMを廃止した。
ICカード
2006年（平成18年）5月より、ICキャッシュカードの発行・システムの導入を開始した。導入開始時からICチップと磁気ストライプを搭載した「利便性型」（磁気ストライプによって他行ATM・コンビニATM等でも利用できる）とICチップのみを搭載した「安全型」（ICチップ対応みちのく銀行ATMやゆうちょ銀行生体認証ICカード対応ATMのみでしか利用できない）を発行している。
これと同時にみちのくカードと共同で、東北地方に本店を構える銀行としては初めてとなるクレジットカード一体型ICキャッシュカード「Michinoku Card＜みちのくICキャッシュ&クレジット＞」の発行も開始した。こちらも「利便性型」「安全型」の2タイプが発行されている。さらに2007年（平成19年）2月16日からは、ICキャッシュカードの機能に「指動脈認証」方式の生体認証を追加した（東北地方に本拠を置く金融機関では初）。既に発行済みのICキャッシュカードについては指動脈認証登録をするだけで、生体認証による取引が可能となる。

## 情報処理システム

### 勘定系システム
勘定系システム（基幹系システム）は、2003年から日立製作所が提供する地方銀行向け共同アウトソーシングソリューションであるNEXTSCOPE（Banks'Ware)を山陰合同銀行、肥後銀行とともに共同で運用していた。2020年5月には日立によるオープン系UNIXサーバによる勘定系システムへと移行した。

### チャネル系システム
インターネットバンキングのシステムも、日立製作所のFINEMAXを採用している。

### 営業店システム
営業店システムは、2013年より、日立製作所開発のフレイア21+の採用を開始した。

### 融資・営業支援システム
鹿児島銀行が開発にあたった共同利用型KeyManを導入している。

## 不祥事
2005年（平成17年）4月末に顧客情報紛失（ほぼ全顧客に相当する約130万件の取引先が入力されたCD-R数枚といわれている）や、それ以前に発覚した青森県住宅供給公社巨額横領事件等の不祥事件、また2004年（平成16年）度末の赤字決算などにより東北財務局から業務改善命令が3度にわたり発動された上、金融庁からも早期是正勧告の発動がされた。

## その他

### 利息付与時期
普通預金は2月・8月の第3土曜日後の日曜日付で付与される。貯蓄預金は毎月第2土曜日後の日曜日付で付与される。

### 休眠口座
長い間入金および出金がない口座であっても、引き続き預金を保有していることを明示している。また、預金通帳や印鑑が無い場合でも、本人確認書類など本人である事が確認できれば、預金を引き下ろす事が出来る。

### 男声合唱団
前身の弘前相互銀行男声合唱団の設立から数えて、60年以上の歴史を持つ、行員による男声合唱団は、全日本合唱コンクール、声楽アンサンブルコンテスト全国大会等、全国規模の大会に度々出場している。近年でも2019年の全日本合唱コンクール全国大会に東北代表として出場、銀賞を受賞している。全日本合唱コンクールにおいて2013年の部門改編以降、旧職場部門で全国大会に出場した団体が改編後も全国大会出場を果たすのは、新日鐵住金、パナソニックとみちのく銀行の3団体のみ。

## テレビ番組
- 日経スペシャル ガイアの夜明け ふるさとバンカー 世界を狙う 〜2004独自色の地方銀行たち〜（2004年4月20日、テレビ東京）[37]。- サハリン進出を取材。